# ユン (ストリートファイター)
ユン (Yun) は、カプコンの対戦格闘ゲーム『ストリートファイターIII』シリーズなどに登場する架空の人物。

## キャラクターの設定
双子の弟のヤンと共に香港出身で、『ストリートファイター』に登場する李（リー）の親戚。出生は上海。幼少時、両親が裏社会の男を助けたことが原因となり、抗争に巻き込まれ行方不明になってしまったため、祖父に育てられる。中国拳法は祖父から叩き込まれたもの。
直感で行動するタイプで、考えなしに行動してヤンにいさめられることもある。また、生意気な言動が目立ち、憎まれ口をよく叩く。
『2nd』の勝利画面ではヤンを「スネちゃま」、ショーンを「野菜王子」、ヒューゴーを「キョカンチン」、ユリアンを「鋼鉄魔人」と、あだ名で呼んでいる。
『3rd』ではギル率いる組織から香港の街を守るために戦っていて、最終的にギルと闘い「善戦に敬意を表して香港をユンたちに任せて、組織の計画においても配慮し最大限の権利を与える」とギルに持ちかけられる。だがユンは計画自体を辞めさせようとしていたため、それを拒否して「今まで以上に街を守らなければいけない」という使命感をいっそう強くする。
『ストIII』の数年前の世界が舞台の『ストリートファイターIV』（以下『ストIV』）では、春麗の家庭用版アーケードモードのオープニングアニメに出演している。作中では中華街で女性の悲鳴を聞き、ヤンとともに飛び出そうとしたところを私服姿の春麗に諌められる。
『ストIV』の続編にあたる家庭用『スーパーストリートファイターIV』でも、春麗のアーケードモードのエンディングアニメ内で、全てが終わった後、旅立つ春麗を見送るユンとヤンの姿が一瞬だけ登場している。その後、『スーパーストリートファイターIVアーケードエディション』（以下『スパIV・AE』）にヤンと共に使用キャラクターとして参戦した。本作の時代設定は『ストIV』と同時期であり、同じ店で働いていた春麗に触発されてヤンとともに旅立つというストーリーである。
『CAPCOM VS. SNK 2 MILLIONAIRE FIGHTING 2001』（以下『カプエス2』）ではカプコン側の追加キャラクターの1人として登場し、ドット絵は『カプエス2』の春麗と同様に新たに書き下ろされたうえに彼女との対戦前専用デモも用意されている。ヤンもユンの登場デモや勝利ポーズ、スーパーコンボで姿を見せる。『カプエス2』の勝利メッセージでは麻宮アテナのCDを持っていることが判明する。また、キム・カッファンからは香港を守っていることを大いにほめられるが、ギース・ハワードからは「兄弟や双子は不快だ」と言われる。
携帯ゲーム機版限定で『ストリートファイターZERO3』（以下『ストZERO3』）のゲームボーイアドバンス版『ストZERO3↑』とPlayStation Portable作品『ストZERO3↑↑』にも登場する。『ストZERO3↑↑』では『カプエス2』同様にスーパーコンボでヤンを呼ぶ。『ストZERO3』ではフェイロンが麻薬取引に絡んでいるという噂を聞き、ヤンと共に調査を行う。『ストZERO3↑↑』で追加された後半のストーリーではフェイロンとの戦いで彼の疑いが解け、麻薬取引の大元であるシャドルーのベガを倒す。『ストZERO3』でのドット絵やカラーバリエーションは『カプエス2』のものを流用している（『ストZERO3↑↑』でのヤンも同様）。『ストZERO3↑↑』の勝利メッセージではバーディーの髪型（穴の開いたモヒカン）に対して疑問を感じている。
『CAPCOM FIGHTING Jam』（以下『CFJ』）では『ストIII』シリーズ代表キャラクターとして登場。『CFJ』でのドット絵は『ストIII』シリーズのものをベースにしている。

### ホイメイとシャオメイ
『ストIII』シリーズのユンとヤンのエンディングなどに登場する姉妹。ホイメイは『1st』のユンとヤンのエンディング、シャオメイは『2nd』のヤンのエンディングで初登場する。
『ストIII』シリーズ以外では『CFJ』の香港ステージとユンのエンディングに2人そろって登場し、『ストIV』シリーズのユンのエンディングと『ウルトラストリートファイターIV』（以下『ウルIV』）の「Harf Pipe」ステージではホイメイのみ登場する。
姉妹の父親（本名不明）は屋台「昇竜軒」（『ストリートファイターV』では青果店に設定変更）を営んでいる。彼はユンから「おっちゃん」と呼ばれ、ヤンから「オヤジ」と呼ばれている。
ホイメイ（彗梅）
身長は155cm。体重は46kg。血液型はB型。誕生日は11月13日。出身国は香港。好きな物は子供っぽい人で、嫌いな物は悪党。
ユン・ヤン兄弟と幼馴染の姉妹の姉。父親の営む店の手伝いをしている。気が強く曲がったことが大嫌いで、ユンたちが連絡もなしに何処へ行ってのか心配したり、2人が兄弟ゲンカした際も怒ることも頻繁にある。その性格のせいで危険な目に合うこともあり、ユンたちに助けられている。ユンに好意を寄せているが、当のユン自身は気づいていない。また、ユンは彼女には頭が上がらない一面がある。
シャオメイ（小梅）
身長は152cm。体重は42kg。血液型はAB型。誕生日は7月1日。出身国は香港。好きな物はチワワで、嫌いな物はトマト。
ユン・ヤン兄弟と幼馴染の姉妹の妹。活発な姉とは正反対におとなしく見えるが、芯は強く頑張り屋。旅に出たユンたちを心配しており、姉を気丈にサポートする。ヤンに好意を寄せており、『2nd』のヤンのエンディングではヤンにのみ挨拶してユンに「俺には挨拶なしなの?」といわれている。

## ゲーム上の特徴
体力が低く防御に回ると辛い面があるが、使い勝手の良い通常技・特殊技を備えており、攻撃力も決して低くはない。ターゲットコンボも有用なものが揃っている。
『ストIII』シリーズではスーパーアーツ「幻影陣」を使った強力なラッシュや連続技が存在し、『3rd STRIKE』においては「疾風迅雷脚」のケン・「鳳翼扇」の春麗とともに3強に数えられる。
『1st』ではパンチボタンでのみ選択できる特殊なキャラクターで、キックボタンでのみ選択できるヤンとともに「ユン&ヤン」と呼ばれていた。そのため、『1st』では一方がユンを選ぶと、もう一方はヤンを選ぶことになるので同キャラクター戦が不可だった。『2nd IMPACT』以降はヤンが別キャラクターになったことで同キャラクター戦が可能になった。

## 技の解説
『ストIII』シリーズ以外の作品においては、『カプエス2』や『ストZERO3』では『2nd』、『CFJ』や『スパIV・AE』では『3rd』に準じた仕様になっている。

### 通常技
『ストIII』シリーズでの技名称を掲載。
| 操作     | 立ち（近距離）            | 立ち（遠距離）        | しゃがみ                  | 垂直ジャンプ          | 斜めジャンプ          |
| -------- | ------------------------- | --------------------- | ------------------------- | --------------------- | --------------------- |
| 弱パンチ | 蛇形手(※1) / 上歩頂肘(※2) | 蛇形手(※1) / 推掌(※2) | 蛇形手(※1) / 推掌(※2)     | 頂                    | 頂                    |
| 中パンチ | 裡門頂肘                  | 外門頂肘              | 蛇形手(※1) / 推掌(※2)     | 撃崩捶                | 撃崩捶                |
| 強パンチ | 挑領                      | 崩拳                  | 双蛇形手(※1) / 双推掌(※2) | 雲手                  | 撃崩捶                |
| 弱キック | 旋脚                      | 旋脚                  | 底蹴腿                    | 刺腿                  | 刺腿                  |
| 中キック | 鴛鴦脚                    | 鴛鴦脚(※1) / 昇腿(※2) | 底蹴腿(※3) / 前蹴腿(※4)   | 刺腿(※3) / 飛蹴腿(※4) | 刺腿(※3) / 飛蹴腿(※4) |
| 強キック | 側蹴腿                    | 側蹴腿                | 前掃腿(※1) / 後掃腿(※2)   | 二起脚                | 二起脚                |

近距離立ち強キック
『ウルIV』のオメガエディションでは「二翔脚」の最後の蹴り上げ動作に変更されていて、相手を浮かせる効果がある。
※1 『1st』および『2nd』まで。
※2 『3rd』以降。
※3 『1st』のみ。
※4 『2nd』以降。

### パーソナルアクション
被っているキャップを取って、人差し指でくるくると回す。これにより、次の攻撃の攻撃力を高めることができる。ボタンを押し続ければ、その分だけ回し続け、さらに攻撃力を高めていけるが、その間はずっと無防備である。一応、回しているキャップに攻撃判定がある。

### 投げ技
モンキーフリップ / 猿頭蹴撃（えんとうしゅうげき）
巴投げのように相手の胸倉を掴み、後方に倒れこみながら投げ飛ばす。
『2nd』までと『3rd』以降では前方に投げる時のみ投げるまでのモーションが違う。
『スパIV AE』では後方投げになり、後者の技名になる。
膝蹴り
相手を掴み上げて、腹部に膝蹴りを何度も叩き込む。
肘撃（ちゅうげき）
『カプエス2』と『ストZERO3』において「膝蹴り｣の代わりに使用する。相手を掴んでから、肘打ちを決める技。
戟躰風颱（げきていふうたい）
『スパIV AE』における前方投げ。連撃の後に掌底で相手を吹き飛ばす。
（名称不明）
『ストZERO3』でのみ使用する空中投げ。「モンキーフリップ」と同じ動作で相手を投げる。正式名称は不明。

### 特殊技
旋風脚（せんぷうきゃく）
低く跳びつつ、回し蹴りを決める。しゃがみガードできない中段技で、リープアタックに比べるとリーチが長い。
雷撃蹴（らいげきしゅう）
空中から急降下する蹴り技で、弱〜強で角度が変わる。攻めの主軸となる技。
打開（だかい）
『3rd』で追加された技で、踏み込んでから前後に掌底を突き出す。発生は遅いがリーチが長い。

### ターゲットコンボ
立ち中パンチ→立ち強パンチ→レバー後ろ入れ強パンチ
『1st』から使用している。最後のレバー後ろ入れ強パンチは通常は「虎撲子」が出るが、『3rd』のみ「白虎双掌打」になる。『カプエス2』と『ストZERO3』では「白龍通背打」と名称がついている。
ジャンプ弱パンチ→レバー前入れ弱キック
『1st』と『2nd』のみで使用する。しかも『2nd』では「幻影陣」のときにしか出せない。
ジャンプ弱パンチ→レバー前入れ強パンチ
『2nd』から使用する。
しゃがみ中パンチ→しゃがみ強パンチ
『2nd』から使用する。『カプエス2』と『ストZERO3』では使用しない。
しゃがみ強キック→立ち強キック
『2nd』と『3rd』のみで使用する。
近距離立ち弱パンチ→立ち弱キック→立ち中パンチ
『2nd』から使用する。『カプエス2』と『ストZERO3』では「白龍連撃」と名称がついている。

### 必殺技
虎撲子（こぼくし）
その場で震脚を踏みながら両手で掌底を叩き込む。リーチが短く見えるが、掌から少し先にまで見えない攻撃判定があり、飛び道具を相殺することも可能。また、威力・スタン値ともに大きめ。
コマンド入力時にボタンを2つ以上同時に押すとフェイントになる。ただし『ストIV』シリーズのみ弱パンチでフェイントになる。
絶招歩法（ぜっしょうほほう）
「箭疾歩」とも称されるもので、拳を突き出しながら前方に飛び込む突進技。
穿弓腿（せんきゅうたい）
地面に手を突き空中に飛び上がりながら蹴り上げる。『1st』でのみ中や強で出すとヤンと同様に転がる動作があり、『2nd』でもEX版は少しだけ転がる。『3rd』では下記の「二翔脚」に取って代わられ削除されたが、『カプエス2』や『ストZERO3』で再び使用されている。『ストZERO3↑↑』ではZ-ISMのみゼロカウンター専用技で通常の必殺技としては使用不可。
前方転身（ぜんぽうてんしん）
相手に掴みかかり、そのまま飛んで背後に回るコマンド投げ。この技自体にダメージはないが、相手に隙ができるので追撃を見込める。
鉄山靠（てつざんこう）
『2nd』以降の技。身を低くして接近し、立ち上がりざまに背中をぶつける。中と強はヒットすると相手を吹き飛ばし、さらに空中追撃ができる。『ストZERO3↑↑』ではX-ISMのみ使用不可になっている。
二翔脚（にしょうきゃく）
『3rd』以降の技。飛び上がりつつ二段蹴り上げを繰り出す。EX版はヒット後、吹き飛ばした相手に空中追撃ができる。『カプエス2』と『ストZERO3』では近距離立ち強キックがこれに近いものになっている。
縮地・裡門頂肘（しゅくち・りもんちょうちゅう）
『ウルIV』のオメガエディションで使用する。踏み込んで肘打ちを繰り出す。弱中強と発生が遅くなり、威力と踏込の距離が大きくなる。カウンターヒットすると相手を膝崩れダウンさせられ、EX版は3ヒットとなりSCゲージが2ブロックある場合は追加入力で下記の「連環衝靠」になる。
コマンドが「→→P（ダッシュ中にパンチボタン）」と特殊だが、弱は発生が早く隙が小さいため画面端でのコンボで大きな役割を担う。
連環衝靠（れんかんしょうざん）
EX版「縮地・裡門頂肘」の肘打ちのヒット時にパンチボタン2つで掌底打ち→鉄山靠の連撃を繰り出す。最後の鉄山靠で相手がほぼ真上に吹っ飛ぶため追撃が可能。

### スーパーアーツ / スーパーコンボ
SA1(1st) 転身穿弓腿（てんしんせんきゅうたい）
- ストック数 (1st-2) ゲージの長さ (1st-112) （単位：ドット）

転がって接近すると「穿弓腿」で蹴り上げた後、さらにそのまま空中を上りつつ三段蹴り上げを決める。ヤンが使用するものと同様の技。
SA1(2nd〜) / UC1(IV) 揚炮（ようほう）
- ストック数 (2nd・3rd-1) ゲージの長さ (2nd-112/3rd-120)

両腕を上下に開いての攻撃（挑頂）から「鉄山靠」で浮かせ、さらに拳を突き上げて相手を高く吹き飛ばす。その後は空中追撃ができる。
ヒット時の演出がリュウの「真・昇龍拳」に似ている（威力、エリアルヒットマーク、その後の追撃ができる点など。ただし、こちらの場合のダメージは追撃による比重がやや大きい）。ゲージの本数も『ストIII』では一貫して1本であり、そのためか『カプエス2』や『ストZERO3』ではLV3専用になっている。『ストZERO3』ではX-ISM対応スーパーコンボ。
『スパIV・AE』ではウルトラコンボ・Iとして使用。演出は大きくアレンジされ、「鉄山靠」の前に肘打ちを繰り出している。
SA2 / UC2(IV) 槍雷連撃（そうらいれんげき）
- ストック数 (全作-3) ゲージの長さ (全作-88)

二段肘打ちから左右の掌底を打ち（『カプエス2』などでのレベル1ではここまで）、さらに飛び上がって連続蹴りのコンビネーションを決める。『2nd』以前と『3rd』以降では最初の肘打ちを出す肘がそれぞれ異なる。ゲージ本数が多く、EX必殺技を多用することができる。
『スパIV・AE』ではウルトラコンボ・IIとして使用。こちらも演出は大きくアレンジされており、5連続の攻撃がヒットすると空高く蹴り上げ、空中でスケートボードの如く足元で相手を回転させ、背中に6発の蹴りを食らわせ地面に叩きつける。
SA3 / SC(IV) 幻影陣（げんえいじん）
- ストック数 (全作-1) ゲージの長さ (1st-64/2nd・3rd-72)

一定時間、各種の技を高速化し、残像を発生させる技。この間は通常技をチェーンコンボのように繋ぐことができるようにもなる。ゲージは1本だが短いため、頻繁に使用できる。
『初代』では片足を上げるポーズ（勝利時のものと同じ）で発動するが、『2nd』以降では正面を向いて両腕を上げて交差させるポーズで発動するものとなっている。
『カプエス2』や『CFJ』、『ストZERO3』では使用できない。『ストIV』シリーズでは発動中にウルトラコンボをヒットさせても演出に移行しなくなる。
雷震魔破拳（らいしんまっはけん）
『カプエス2』のみのスーパーコンボ。ユンが背中を見せるとヤンが飛び込みながら登場し、飛び込み時の蹴りがヒットすると着地後に「雷震魔破拳」を繰り出す。
飛天双龍陣（ひてんそうりゅうじん）
『カプエス2』と『ストZERO3↑↑』で使用する、LV3専用スーパーコンボ。空中から「雷撃蹴」を繰り出し、ヒットすると反対側にヤンが登場して二人で同時攻撃を見舞う。

## 担当声優
- とべこーじ（『1st』、『2nd IMPACT』）
- 伊藤健太郎（上記を除く対戦格闘ゲーム）

## 登場作品
- ストリートファイターIIIシリーズ（『1st』ではユンとヤンは同キャラクター扱い）
- CAPCOM VS. SNK 2 MILLIONAIRE FIGHTING 2001
- ストリートファイターZERO3↑（ゲームボーイアドバンス版のみ）
  - ストリートファイターZERO3↑↑
- CAPCOM FIGHTING Jam
- SNK VS. CAPCOM 激突カードファイターズ全シリーズ（トレーディングカードゲーム版も含む）
- ストリートファイターIV（家庭用版のアニメーション内にのみ登場）
  - スーパーストリートファイターIV（『アーケードエディション』のみ使用キャラクター）
  - ウルトラストリートファイターIV